# Мораль и догма Древнего и принятого шотландского устава масонства
«Мораль и догма Древнего и принятого шотландского устава масонства» (англ. Morals and Dogma of the Ancient and Accepted Scottish Rite of Freemasonry) — книга об эзотерической философии масонства, опубликованная Верховным советом южной юрисдикции Древнего и принятого шотландского устава США. Книга была написана Альбертом Пайком и впервые опубликована в 1872 году. Эта книга имела несколько редакций и в настоящее время доступна в продаже, в том числе и на русском языке.

## Содержание
Книга «Мораль и догма Древнего и принятого шотландского устава масонства» — это собрание наставлений (лекций) Альберта Пайка о градусах ДПШУ, от первого до тридцать второго. Книга представлена как хороший путеводитель для людей входящих в ДПШУ и объясняет понимание Пайком символизма и аллегорий этих градусов. Тем не менее, это очень значимая книга, содержащая в себе более 800 страниц основного текста и более 200 страниц сносок. В книге содержится тридцать две главы, каждая о своём градусе; каждая глава описывает философский символизм своего градуса во всех подробностях. В предисловии к изданию 1950 года, редактор написал о Пайке:
При подготовке этого труда великий командор был как автором, так и составителем поровну, с того самого момента, когда им было добыто более половины материала из трудов лучших писателей, красноречивых философских мыслителей. Возможно, было бы лучше, если бы информации собрано больше, а написано меньше.
Далее, в предисловии:
 Каждый может свободно не согласиться и возразить о том, что кажется ему лживым и ошибочным.
Несмотря на то, что книга затрагивает даже самые, казалось бы, незначительные нюансы масонского ритуала, она написана так, что не раскрывает масонские тайны. Движения и объекты, используемые в ритуалах, описываются подробно и достаточно конкретизировано, но полностью не описываются и не раскрываются. Однако в более ранних изданиях, на титульной странице книги, большая надпись жирным шрифтом гласила:
КНИГА ПО ЭЗОТЕРИКЕ И ТОЛЬКО ДЛЯ ШОТЛАНДСКОГО УСТАВА. ДОЛЖНА БЫТЬ ВОЗВРАЩЕНА В СЛУЧАЕ СМЕРТИ ВЛАДЕЛЬЦА.
Экземпляр книги «Мораль и догма Древнего и принятого шотландского устава масонства» вручался новым членам Верховного совета южной юрисдикции (ВСЮЮ) вплоть до 1974 года, пока книгу не начали считать слишком старой, чтобы быть полезной в новом Шотландском уставе. Эта книга была заменена на "Комментарии Клаузера к «Морали и догме», которые были написаны Генри Клаузером, великим командором Верховного совета южной юрисдикции США. Впоследствии в качестве замены «Морали и догмы» была представлена книга «Мост к свету» Рекса Хатченса, (33°), которая и передаётся теперь новым членам Верховного совета южной юрисдикции. С того времени, как Верховный совет южной юрисдикции перестал использовать ритуалы Пайка, книга и её части никогда больше не предлагалась новым братьям.

## Влияния и обвинения в плагиате
На Пайка оказал влияние французский автор Элифас Леви. Леви был плодовитым писателем на оккультные темы, и во времена Пайка считался знатоком магических тайн и гностицизма. Элифас Леви (настоящее имя которого было Альфонс Луи Констан) имел этническое еврейское происхождение и утверждал, что обладает знанием древней и средневековой иудейской эзотерики, тогда как на самом деле, будучи католиком (поступившим в семинарию), он даже формально не обучался еврейской экзотерической традиции своего времени (XIX век) и никогда официально не обращался в иудаизм.
В своей книге «Dogme et Rituel de la Haute Magie» (1855) Леви утверждал, что масонство уходит корнями в древние языческие мистерии, и Пайк согласился со многими из этих утверждений. По словам масона и публициста Криса Ходаппа, «целые отрывки из книги Леви [были] перенесены в книгу Пайка».
Французский эзотерик Рене Генон заметил, что «значительная часть … „Морали и Догмы“ несомненно является плагиатом из Dogme et Rituel de la Haute Magie французского оккультиста Элифаса Леви». Писатели Крейг Хаймбихнер и Адам Парфрей пишут, что Пайка «казалось, не беспокоила необходимость должным образом атрибутировать текст, который он заимствовал или сплагиатил», а также что в «Морали и Догме» Пайк плагиатил у французского оккультиста Элифаса Леви". Социолог религии Массимо Интровинье даёт следующую оценку: «Те, кто задавался вопросом, что именно французские антисатанисты нашли такого зловещего в Пайке, в конечном итоге обнаружили, что некоторые тексты лидера американского масонства были простыми пересказами Леви».